# Пакистан на літніх Олімпійських іграх 2004
Пакистан брав участь у Літніх Олімпійських іграх 2004 року в Афінах (Греція) учотирнадцяте за свою історію, але не завоював жодної медалі. Збірну країни представляли 2 жінки.